# Rhozale ampolomitella
Rhozale ampolomitella är en fjärilsart som beskrevs av Pierre E.L. Viette 1958. Rhozale ampolomitella ingår i släktet Rhozale och familjen plattmalar. Inga underarter finns listade i Catalogue of Life.